# Silvaplana
Silvaplana é uma comuna da Suíça, no Cantão Grisões, com cerca de 952 habitantes. Estende-se por uma área de 44,71 km², de densidade populacional de 21 hab/km². Confina com as seguintes comunas: Bever, Bivio, Samedan, Sankt-Moritz, Sils im Engadin/Segl.
A língua oficial nesta comuna é o alemão,  sendo o italiano a segunda língua mais frequente (16% dos habitantes), seguida do romanche, com 10,62%.
Graças ao esino da língua romanche nas escolas, em 2000, este idioma era compreendido por 34,1% da população, apesar de ser a primeira língua de apenas 10,62%.

## População

### Nacionalidade
Em 2006, dos 946 habitantes, 719 (76%) era composta por suíços, e 227 (24%), por estrangeiros.